# غريزة أساسية (فلم)
غريزة أساسية (بالإنجليزية: Basic Instinct) وهو من أقوى وأجرئ الأفلام التي قامت ببطولتها الممثلة شارون ستون. وقد لقي الفيلم أصداءاً عالمية قادت بشارون ستون إلى النجومية بعد اللقطات الجريئة التي ظهرت فيه بالفيلم.
ظهر الفيلم في دور السينما في العام 1992م، وقد أصبح هذا الفيلم من أكثر الأفلام شهرةً في شباك السينما الأمريكية في نفس العام، وقد جمع الفيلم تقريباً 353 مليون دولار أمريكي بعد عرضه واكتسب شهرة عالمية عالية في تسعينات القرن.
وقد حاز الفيلم على العديد من الجوائز الفنية مثل جائزتين "Academy Award" وجائزتين "Golden Globe"

## قصة الفيلم
تدور أحداث الفيلم في مدينة سان فرانسيسكو الأمريكية حول سلسلة من جرائم القتل الجنسية التي كان ضحيتها الرجال، ويكلف المحقق «نيك كوران، Nick Curran» والذي يؤدي دوره الممثل العالمي مايكل دوغلاس بمتابعة القضية مما يقوده إلى شابة شقراء جريئة فاتنة الجمال هي «كاثرين تراميل، Catherine Tramell» والتي تؤدي دورها الممثلة شارون ستون. والتي تكون على علاقة مع آخر قتيل وهو «جوني بوز،Johnny Boz» في منزل شاطئي.
تقر كاثرين تراميل بالأقرار بأنها على علاقة مع جوني وهي علاقة جنسية فقط وأنها لم تقتله، ثم تستدعى إلى قسم الشرطة لأخذ افادتها أمام مجموعة من المحققين حيث تجلس أمامهم وتباعد بين رجليها بشكلِ مقصود وهي لا ترتدي ملابس داخلية في لقطة جريئة جداً لفيلم ليس بالإباحي.
يكون المحقق نيك في نفس الغرفة حيث يتأثر بشكلِ كبير بهذا المشهد ويسارع إلى صديقته الطبيبة النفسية «بيث غارنر، Beth Garner» التي تؤدي دورها الممثلة "Jeanne Tripplehorn".
يتابع المحقق نيك القضية مع كاثرين ويتورط في حبها ويلاحقها حتى يصل إلى علاقة جنسية معها، وتهم كاثرين بقتله على الفراش بنفس الطريقة التي قتلت فيها غيره ثم تتوقف عن ذلك.

## أبطال الفيلم
- شارون ستون
- مايكل دوغلاس
- جين تريبلهورن
- جو دزوندزا

## كاتب القصة
- جو استرهاز

## الإخراج
- بول فيرهوفن

## وصلات خارجية
- مقالات تستعمل روابط فنية بلا صلة مع ويكي بيانات